# 血清素受體激動劑

血清素

血清素受體激動劑是激活血清素受體的化合物，作用機制類似於血清素。
非选择性激动剂：脱磷酸裸盖菇素和二甲基色胺（DMT）被血清素在某些植物或蘑菇发现类似物。这些化合物作用于多种血清素受体类型。

## 5-HT1A激動劑
氮哌酮類化合物如丁螺環酮，吉哌隆及坦度螺酮都是5-HT1A受體激動劑，它們經常被用作為抗焦慮藥，也有抗抑鬱藥的效果。

## 5-HT1B激動劑
曲坦類藥物如舒馬，利扎曲坦，和那拉曲坦都是5-HT1B受體激動劑，被用作舒緩偏頭痛及叢集性頭痛。

## 5-HT1D激動劑
除了是5-HT1B受體激動劑，曲坦類藥物也作用於5-HT1D受體，這有助於其舒緩因大腦的血管收縮而引起的偏頭痛。

## 5-HT2A激動劑
致幻劑如LSD、麥司卡林、2C-B都是血清素受體5-HT2A激動劑, 這解釋了它們會產生致幻效果的原因。 不是所有的5-HT2A激动剂是有致幻效果的。

## 参阅
- 激动剂
- 血清素拮抗剂（英语：Serotonin antagonist）